# Tom Onslow-Cole
Tom Onslow-Cole, född den 16 maj 1987, är en brittisk racerförare.

## Racingkarriär
Efter att ha vunnit Renault Clio Cup i England 2006, fick Onslow-Cole chansen i Team RAC:s BMW för BTCC 2007. Han vann ett heat, och fick ett kontrakt med toppstallet VX Racing, och Vauxhall. Han vann redan under den femte helgen en dubbelseger på Thruxton, och liknade alltmer en kandidat för titeln. En svagare andra halva av säsongen gjorde att han blev utpräglad andreförare till Fabrizio Giovanardi, som vann titeln.